# 战神河岸

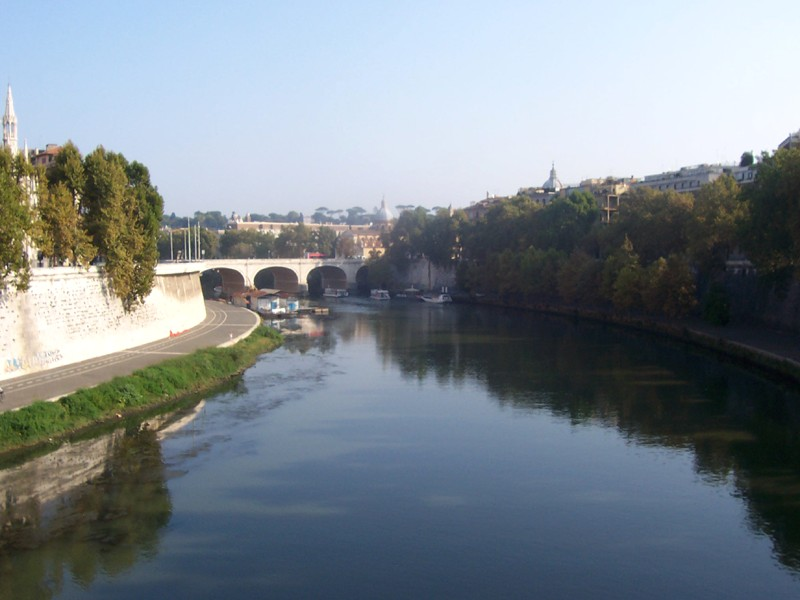

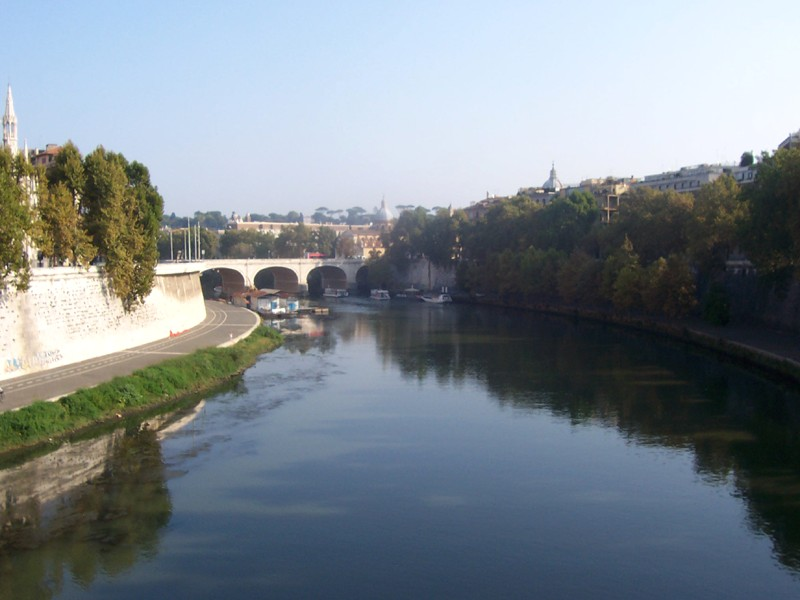

战神河岸（Lungotevere Marzio）是意大利罗马战神广场区和庞特区的一段台伯河岸，连接翁贝托一世桥广场和里佩塔门广场 。
河岸得名于战神广场，定名于1887年7月20日
河岸位于翁贝托一世桥和加富尔桥之间；沿街有一些精美的建筑，比如Filippo Galassi设计的鲍格才别墅，建于1886年，Cesare Valle于1932年建造的宫殿，该市住宅区的第一座理性主义建筑 ，Bonanni 住宅的立面由建筑师Ernesto和Gaetano Rapisardi在1933年设计。